# Antoni Kępiński

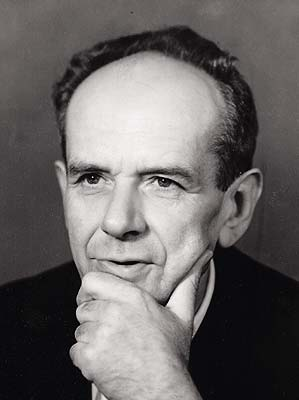
Antoni Kępiński

Antoni Kępiński (deutsch: Antoni Kepinski) (* 16. November 1918 in Dolyna bei Stanislau, heute Ukraine; † 8. Juni 1972 in Krakau) war ein polnischer Psychiater.

## Leben
In Krakau besuchte er eines der besten Gymnasien und studierte seit 1936 Medizin an der Jagiellonen-Universität. Nach Ausbruch des Zweiten Weltkriegs meldete er sich als Freiwilliger. Nach der polnischen Niederlage ging er über die Grenze nach Ungarn. Dort floh er aus dem Internierungslager und gelangte 1940 über Frankreich nach Spanien. Dort griffen ihn die faschistischen Behörden auf und inhaftierten ihn im Konzentrationslager von Miranda del Ebro. Nach der Freilassung ging er nach England, wo er sich der polnischen Luftwaffe im Westen anschloss. 1944/1945 setzte er sein Medizinstudium in Edinburgh fort. 1947 kehrte er nach Polen zurück, um als Psychiater an der Klinik der Jagiellonischen Universität zu arbeiten. Kurz vor seinem Tode wurde er zum Professor ernannt.

## Wirken
Kępiński kritisierte in seinen Arbeiten sowohl mystische Ansichten als auch die Typentheorie Jungs und entwickelte eine eigene Typologie. In seinem Buch „Psychopathologie der Neurosen“ führte er ein Konzept des „informationellen Metabolismus“ ein, um die Gesetzmäßigkeiten von stabilen menschlichen Beziehungen zu erläutern. Die Theorie versteht den Menschen als ein System, das Informationen mit seiner Umwelt austauscht, indem er sie nach einem spezifischen Programm aufnimmt, verarbeitet und aussendet. Kępiński arbeitete in Krakau mit Stanisław Kłodziński auch zum Überlebenden-Syndrom.

## Schriften (Auswahl)
- Psychopatologia nerwic (Psychopathologie der Neurosen)[4]
- Lęk (Angst)[5]
- Rytm życia (Lebensrhythmus)[6]
- Psychopatia[7]
- Schizofrenia (Schizophrenie)[8]
- Melancholia (Melancholie)[9]
- Podstawowe zagadnienia współczesnej psychiatrii (Grundfragen der heutigen Psychiatrie)[10]
- Poznanie chorego (Das Kennenlernen des Kranken)[11]
- Psychopatologia życia codziennego (Psychopathologie des Alltagslebens)[12]
- Z psychopatologii życia seksualnego (Zur Psychopathologie des Sexuallebens)[13]
- Das sogenannte „KZ-Syndrom“, Versuch einer Synthese, in: Auschwitz-Hefte, Weinheim 1987[14]